# Se La
Se La är ett bergspass i Indien.   Det ligger i distriktet West Kameng och delstaten Arunachal Pradesh, i den östra delen av landet, 1 500 km öster om huvudstaden New Delhi. Se La ligger 4 375 meter över havet.
Terrängen runt Se La är varierad. Runt Se La är det glesbefolkat, med 15 invånare per kvadratkilometer. Närmaste större samhälle är Tawang, 15,4 km väster om Se La. I omgivningarna runt Se La växer i huvudsak barrskog.